# Nueva Mayoría para Chile
Nueva Mayoría para Chile fue una coalición política que agrupó al Partido Ecologista de Chile, al Partido Humanista de Chile, y diversos movimientos políticos e independientes que apoyaron la candidatura del independiente Marco Enríquez-Ominami para la elección presidencial de 2009.
Presentó 79 candidaturas a diputado y 7 a senador en las elecciones parlamentarias paralelas a la presidencial. No obtuvo escaño alguno.
En 2010 Enríquez-Ominami decide aglutinar a sus seguidores en un nuevo referente político, denominado Partido Progresista.
Para las elecciones municipales de 2012, y con el retiro del Partido Humanista, el pacto fue disuelto y reemplazado por El Cambio por Ti.

## Composición
Los partidos que lo conformaron fueron:
- Partido Ecologista
- Partido Humanista

Otros grupos sin constitución legal integrantes del pacto eran:
- Movimiento Regionalista[1]
- Movimiento SurDA
- Red Progresista[2]
- Movimiento Unificado de Minorías Sexuales[3]

## Resultado electoral

### Alcaldes
- Camilo Cabezas Vega  (PH) (Yumbel, VIII Región)

### Concejales
- Marco Calderón González: Concejal de Quilicura (ex PRI).
- Juan Lemuñir Epuyao: Concejal de Pedro Aguirre Cerda (ex PS).
- Christian Guzmán Rojas: Concejal de Copiapó (ex PDC).
- Leopoldo Pineda Herrera: Concejal de Puerto Montt (ex PPD).
- Víctor Hugo Fernández Contreras: Concejal de Quintero (ex PPD).
- Alonso Fierro Reguero: Concejal de Villa Alemana (ex PPD).